# Drachmaster bullisi
Drachmaster bullisi är en sjöstjärneart som beskrevs av Paul O. Downey 1970. Drachmaster bullisi ingår i släktet Drachmaster och familjen Ophidiasteridae. Inga underarter finns listade i Catalogue of Life.